# Facciolella
Facciolella è un genere di pesci ossei marini appartenenti alla famiglia Nettastomatidae.

## Distribuzione e habitat
I membri del genere vivono soprattutto nell'Oceano Pacifico orientale, nel mar Rosso e nell'Oceano Indiano, la specie Facciolella oxyrhynchus vive invece nel mar Mediterraneo (comprese le acque italiane) e nelle regioni tropicali e subtropicali dell'Oceano Atlantico orientale. Si tratta di pesci frequentatori di acque profonde, soprattutto del piano batiale.

## Specie
- Facciolella castlei
- Facciolella equatorialis
- Facciolella gilbertii
- Facciolella karreri
- Facciolella oxyrhynchus
- Facciolella saurencheloides[1]